# 肖肖尼縣
肖肖尼縣（英語：Shoshone County）是美国爱达荷州西北部的一個縣，東鄰蒙大拿州，面積6,826平方公里。根據2020年美國人口普查，共有人口13,169人。縣治華萊士（Wallace）。該縣成立於1864年2月4日，縣名紀念肖肖尼人（印第安人的一支），“肖肖尼”就是「 Sosoni' 」的英译。